# سيدي عبو
سيدي عبو هي إحدى القرى التابعة لجماعة ماسة بإقليم اشتوكة أيت باها بجهة سوس ماسة بالمغرب. لغة سكانها تاشلحيت وكلهم مسلمون.

## الجغرافية
تقع على الطريق الوطنية رقم1.
- الإحداثيات:

## طالع كذلك
- ماسة (المغرب).